# Alberto F. Berber
Alberto F. Berber (Chilapa, Guerrero; 12 de julio de 1885-1957) fue un militar y político mexicano que se desempeñó como Gobernador del estado de Guerrero de 1937 a 1941.
Combatió en la lucha maderista en Guerrero a las órdenes de Tomás Gómez y más tarde junto a las fuerzas de Rómulo Figueroa Mata. El 7 de mayo de 1913, fue uno de los firmantes del acta de siete considerandos que desconocía el gobierno de Victoriano Huerta. 
Más tarde, se adhiere a los grupos carrancistas encabezados por Francisco Murguía.
A mediados de los años 20, se involucra en la política de su estado natal, fungiendo  de 1925 a 1928 como secretario particular del gobernador en turno, el general Héctor F. López. Al terminar este último cargo, figura como presidente municipal de Acapulco por un breve periodo de 1928.
Para el 1 de abril de 1937, resulta elegido Gobernador Constitucional de Guerrero. Su gobierno se caracterizó por avance de obras en el sector público, donde se mejoran muchas de las principales carreteras del estado; el comienzo de la construcción de la Hidroeléctrica de Colotlipa en el municipio de Quechultenango, finalizada hasta el gobierno de Baltazar R. Leyva Mancilla (1945-1951); En Acapulco, la pavimentación del actual tramo que va desde Tlacopanocha hacia las playas de Caleta y Caletilla (hoy Avenida Costera Miguel Alemán); así como numerosas obras en la capital Chilpancingo. Por otro lado su gobierno transcurrió en un ambiente conflictivo, suscitándose el asesinato de su secretario de Gobierno, Rafael R. Leyva.
Poco tiempo antes de concluir su mandato, el gobernador Berber es acusado de la violación del voto libre por el Partido de la Revolución Mexicana en las elecciones de 1941 dándole el triunfo a Francisco S. Carreto. El PRM pretendía imponer a Gerardo R. Catalán Clavo como gobernador, produciendo un enfrentamiento político entre Berber y el PRM. Finalmente ante la presión del PRM, el 19 de febrero de 1941, la Cámara de Senadores declaró desaparecidos los poderes en el estado. Posteriormente se procedió a declarar a Carlos F. Carranco Cardoso como gobernador provisional para concluir el periodo 1937-1941.